# Ахмет Пинтул
Ахмет Пинтул (Мостар, 1923 – Џепи, код Коњица, април 1944) био је учесник Народноослободилачке борбе и народни херој Југославије.

## Биографија
Рођен је 1923. године у Мостару. После основне школе, изучио је браварски занат и крајем 1940. године се запослио у руднику мрког угља у Мостару. Још док је учио занатску школу, прикључио се омладинском револуционарном покрету, а касније када је почео да ради у руднику, прикључио се револуционарном радничком покрету. Почетком 1941. године је постао члан Савеза комунистичке омладине Југославије (СКОЈ), у току 1942. године је био примљен у чланство Комунистичке партије Југославије (КПЈ).
После окупације Југославије, 1941. године, заједно са својим другом Младеном Балордом, формирао је у Мостару Ударну омладинску групу. Заједно са члановима ове групе, јула 1941. године, извршио је акцију у италијанској касарни Северног логора. Тачно у поноћ, после проласка италијанске патроле, група је ушла кроз прозор у зграду касарне. Поред заспалих Италијана, илегалци су из касарне изнели оружје и кроз прозор избацили из магацина 60 комплетних униформи. Све су то склонили у Скочајића сеницу, одакле су ову опрему однели у партизански одред.
Новембра 1941. године, Ахмет је напустио Мостар и отишао у Коњички партизански батаљон и са њим учествује у многим борбама, на терену Коњица. После је овај батаљон укључен у састав Десете херцеговачке ударне бригаде. Једна од првих борби у којој се истакао, била је новембра 1941. године, када је заједно са око 40 партизана, направио заседу бројнијим усташким снагама. Потом је у нападу на Жепче, крајем 1942. године, Ахмет заједно са бомбашима, међу првима упао у ово место и ликвидирао посаду тешког митраљета, која се налазила на оклопном возилу. Приликом борби за Прозор, фебруара 1943. године, Ахмет је поново међу првима ушао у град, али је био тешко рањен. Саборци су га тада изнели, под кишом метака.
После оздрављења, постао је заменик командира Друге чете Мостарског батаљона Десете херцеговачке бригаде. На Пориму је његов батаљон, у садејству са још два партизанска батаљона, водио тешке борбе са четницима и Италијанима. У току борбе на Сутјесци, јуна 1943. године, Мостарски батаљон је био потпуно десеткован. Ахмет је тада предводио бомбашку групу, која је успела да уништила три митраљеска гнезда. После битке на Сутјесци, Ахмет је са групом преосталих бораца отишао на Борачко језеро, код Мостара.
После месец дана, приливом нових бораца из Мостара, ова партизанска група је нарасла и од ње је био формиран нови Мосарски партизански батаљон, а за његовог команданта је био постављен Ахмет. Априла 1944. године, његов батаљон је марширајући према Коњицу, под брдом Град, у засеоку Мослиште, код села Џепи, застао да одмори. Ахмет је тада одлучио да на брду направи заседу домобранима, који је требало у свануће да туда прођу, на путу ка Коњицу. У свануће, уместо домобрана, наишла је колона 29. херцеговачке ударне дивизије и тада је дошло до кратке борбе, у којој је погинуло неколико бораца, међу којима и Ахмет Пинтул.
Године 1965. његови посмртни остаци су пренети и сахрањени на Партизанском гробљу у Мостару.
Указом Президијума Народне скупштине Федеративне Народне Републике Југославије, 20. децембра 1951. године, проглашен је за народног хероја.